# 遺伝学入門
遺伝学（いでんがく、英: Genetics）とは遺伝子を研究して、遺伝子が何であり、どのように機能するかを説明しようとする学問領域である。遺伝子は、生物が祖先から特徴や形質を受け継ぐ仕組みである。たとえば、子供たちが普通に両親に似ているのは、両親から遺伝子を受け継ぐためである。遺伝学は、どの形質が遺伝するかを特定し、これらの形質が世代から世代へとどのように受け継がれてゆくのかを解明しようとしている。
形質には、目の色や身長など、生物の外見的な特徴が含まれる。また、外見ではわからない、血液型や病気への抵抗力といった形質もある。背の高い痩せ型の人が、背の高い痩せ型の子供を生む傾向があるのは、一部の形質が遺伝子を通じて受け継がれるためである。また、遺伝子と環境との相互作用に由来する形質もあり、背が高くなる傾向を受け継いだ子供であっても、栄養状態が良くない場合は背が低くなることがある。このように、遺伝子と環境が相互作用して形質を生み出す仕組みは複雑である。たとえば、がんや心臓病で死亡する確率は、その人の遺伝子と生活習慣の両方に依存していると考えられる。
遺伝子は、DNAと呼ばれる長い分子から作られており、複製されて世代から世代へと受け継がれる。DNAは、特定の順序で配列された単純な単位で構成され、遺伝情報の伝達を担っている。DNAが使用する言語は遺伝暗号と呼ばれ、生物が遺伝子の情報を読み取ることを可能にする。この情報は、生物の構築と動作に関する指示である。
ある遺伝子内の情報は、ある生物体と別の生物体で常に同じというわけではないため、遺伝子の別々の複製が常に同じ指示を与えるとは限らない。ある遺伝子における個々の形をアレルと呼ぶ。たとえば、髪の色に関する遺伝子の一方のアレルは、体内で色素を多く生成するように指示し、黒髪が生じる。一方、同じ遺伝子の別のアレルは、色素を生成しないという無意味な指示を与え、白髪が生じるかもしれない。変異とは遺伝子に起こる無作為な変化で、新たなアレルを生み出す可能性がある。たとえば、黒髪のアレルに変異が生じると、白髪のアレルが生まれる可能性がある。このような新しい形質の出現は、進化において重要である。

## 遺伝子と遺伝

DNAの一部。二重らせんを結ぶ板状の単位 (ヌクレオチド) の配列が情報を伝える。

遺伝子はDNAの一部分で、リボ核酸（RNA）やタンパク質などのポリペプチドの合成に必要な情報が格納されている。遺伝子は単位として受け継がれ、二人の親から子孫へそれぞれの遺伝子の複製が分配される。人間は、各遺伝子について2つの複製を持っているが、卵子や精子は各遺伝子の複製を1つしか持っていない。卵子と精子が結合すると、完全な遺伝子の一式を持つ受精卵が形成される。その結果、生まれる子孫は、両親と同じ数の遺伝子を持つことになり、どの遺伝子も、2つの複製のうち1つは父親から、もう1つは母親から受け継がれる。

### 交配の例
交配の影響は、遺伝子の種類（アレル）によって異なる。父親が赤髪のアレルを2つ持ち、母親が茶髪のアレルを2つ持っている場合、二人の子供たちは皆、赤髪と茶髪という異なる指示を与える2つのアレルを受け継ぐことになる。子供たちの髪の色は、これらのアレルがどのように作用するかによって決まる。あるアレルの指示が、他方のアレルの指示よりも優位な場合、それは顕性アレルと呼ばれ、他方のアレルは潜性アレルと呼ばれる。赤髪と茶髪の両方のアレルを持っている娘の場合、茶髪が顕性アレルであるため、つまりは茶髪になる。

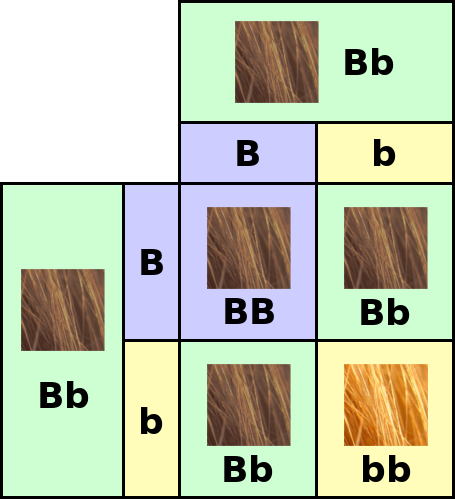
茶髪の両親から赤髪または茶髪の子供たちが生まれることを示すパネットの方形。「B」は茶色、「b」は赤色のアレルを表す。

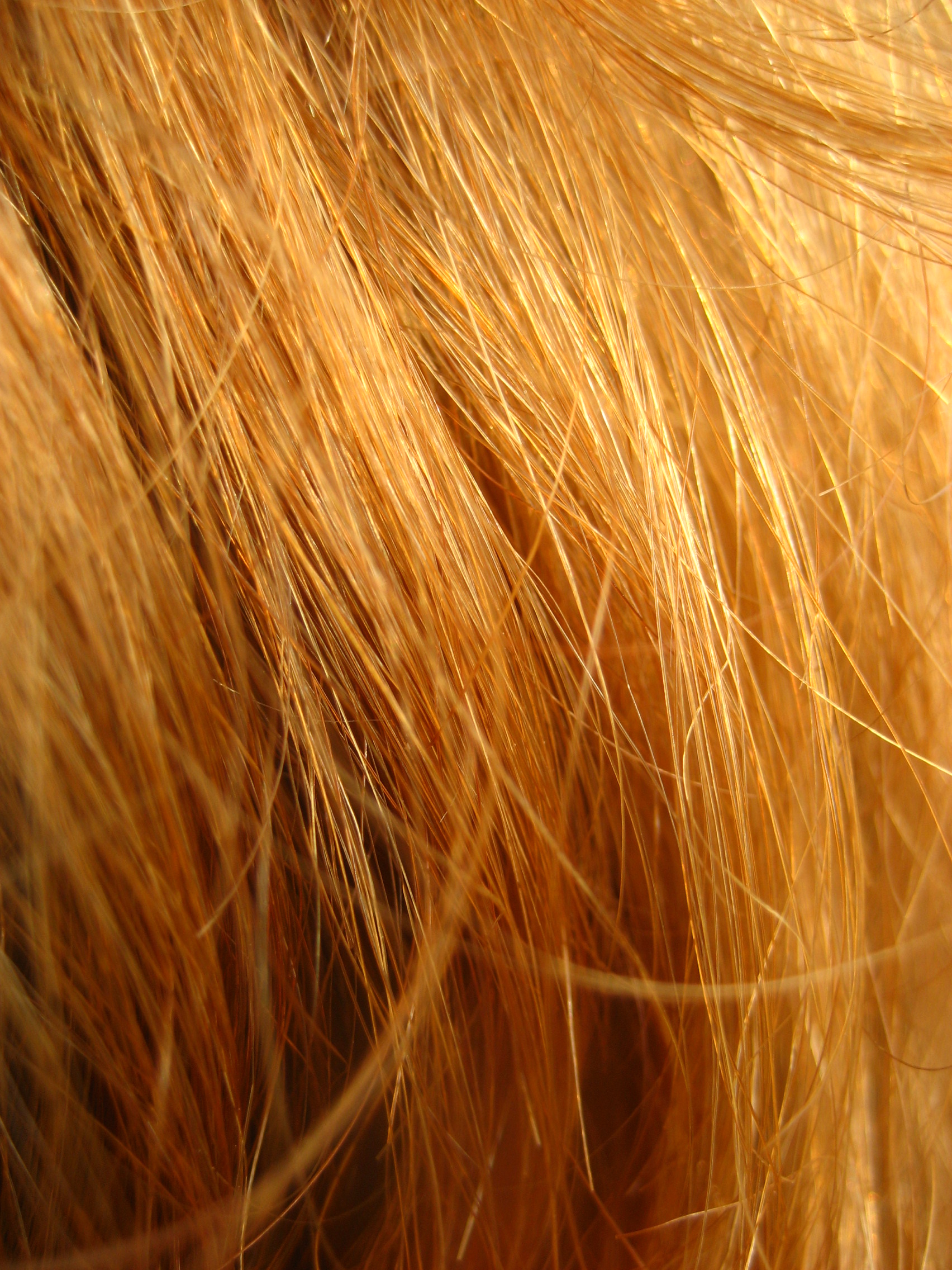
赤髪は潜性形質である。

この茶髪の娘には赤色のアレルが存在しているが、外見上は表われない。これは、表面に見えるもの（表現型と呼ばれる生物の形質）と生物内の遺伝子（遺伝子型）の違いである。図の例では、茶色のアレルを「B」、赤のアレルを「b」と表している。一般に、顕性アレルは大文字で、潜性アレルは小文字で表記される。茶髪の娘は「茶髪の表現型」を持っているが、遺伝子型はBbであり、Bアレルとbアレルの複製をそれぞれ1つずつ持っている。
次に、この娘が成長し、同じくBb遺伝子型を持つ茶髪の男性との間に子供が生まれると仮定する。彼女の卵子は、Bアレルを含むものと、bアレルを含むものの2種類の混合となる。同様に、彼女のパートナーの精子も、これら2つのアレルのいずれか一方を含む2種類の混合となる。二人の遺伝子を受け継いだ子孫が生まれると、その子供たちは遺伝子型がBB（茶髪）、Bb（茶髪）、bb（赤髪）のいずれかで、茶髪か赤髪のいずれかになる可能性がある。したがって、この世代では、潜性アレルが子供たちの表現型に現れる可能性がある。子供たちの中には、祖父と同じ赤髪の子供もいるかもしれない。
多くの形質は、前述の例よりも複雑な仕組みによって遺伝する。たとえば、複数の遺伝子が関与し、それぞれが少しずつ結果に影響を及ぼす場合がこれにあたる。背の高い人が、背の高い子供を生む傾向があるのは、子供たちの成長に少しずつ影響するさまざまなアレルをまとめて受け継いでいるからである。ただし、人々の茶髪や赤髪のグループがあるように、「背が低い人」と「背が高い人」という明確なグループが存在するわけではない。これは、関与する遺伝子の数が多いためである。その結果、この形質は非常に変動しやすく、人々の身長も多様になる。誤解されがちだが、緑色や青色の目の形質も、この複雑な遺伝モデルによって遺伝する。また、形質が遺伝的要因と環境的要因の相互作用による場合、遺伝はさらに複雑になることもある。たとえば、栄養不良は目の色のような形質を変化させることはないが、成長を妨げることがある。

## 遺伝子の働き

### タンパク質の生成
遺伝子の働きは、細胞内でタンパク質と呼ばれる分子を生成するために必要な情報を提供することである。細胞は生物を構成する独立した最小単位であり、人間の体は約100兆個の細胞から成り立っているが、細菌などの非常に小さな生物は一つの細胞で構成されている。細胞は、非常に小型で複雑な工場のようなもので、細胞が分裂するとき、自分自身を複製するために必要なすべての部品を作り出すことができる。細胞の内部では単純な分業が行われている。遺伝子が指示を出し、タンパク質がその指示を実行することで、新たな細胞の複製や、損傷の修復を行う。各タンパク質はそれぞれ一つの仕事のみを行う専門家であるため、細胞が何か新しいことをする際には、その仕事を行うための新しいタンパク質を作り出さなければならない。同様に、細胞が以前より速く、あるいは遅く何かを行う必要がある場合、その役割を担うタンパク質の量を増やすか減らすことになる。遺伝子は、どのタンパク質をどれだけの量で作るかを細胞に指示することで、細胞に何をするべきかを指示する。

遺伝子の情報はDNAからRNAに転写され、そのRNAがタンパク質へ翻訳されることで発現する

タンパク質は、20種類のアミノ酸分子が連なった鎖でできている。この鎖は、乱雑に丸まったひものように、密な形状に折りたたまれる。タンパク質の形状は、その鎖に沿って並ぶアミノ酸の配列によって決まり、この形状がタンパク質の働きを決定する。たとえば、あるタンパク質は、表面の一部が他の分子の形状とうまく合致し、非常に強固に結合することができる。たとえば、酵素は、他の分子を変化させる小さな機械のようなタンパク質である。
DNA内の情報は、DNA鎖に沿って反復する単位の配列として保持されている。これらの単位は、4種類のヌクレオチド（A、T、G、C）であり、ヌクレオチドの配列は遺伝暗号と呼ばれるアルファベットで情報を保存する。遺伝子が細胞によって読み取られると、DNAの配列はRNAと呼ばれる非常に類似した分子に複製される（この過程は転写と呼ばれる）。転写は、別のDNA配列（プロモーターなど）によって制御され、遺伝子の位置を細胞に示し、遺伝子が複製される頻度を調節する。遺伝子から複製されたRNAは、次にリボソームと呼ばれるタンパク質を利用して、RNA内のヌクレオチド配列を正しいアミノ酸配列に翻訳し、これらのアミノ酸を結合して完全なタンパク質鎖を作る。そして、新しいタンパク質は、機能を持った活性型に折り畳まれる。RNAの言語からアミノ酸の言語へと情報を変換する過程を翻訳と呼ぶ。

DNA複製の模式図。DNAは巻き戻され、ヌクレオチドが結合して2本の新しい鎖が作られる。

遺伝子のヌクレオチド配列が変化すると、それによって作り出されるタンパク質のアミノ酸配列も変化することがある。もし遺伝子の一部が欠失すると、生成されるタンパク質は短くなり、その機能を失う可能性がある。これが、遺伝子の異なるアレルが、生物に異なる影響を与える理由である。たとえば、髪の色は、髪が成長するにつれてメラニンと呼ばれる黒い物質がどれだけ髪に取り込まれるかによって決まる。メラニンの生成に関わる遺伝子のセットが正常な人は、必要なタンパク質をすべて生成しし、黒髪が生える。しかし、特定のタンパク質のアレル配列が異なり、その役割を果たせないタンパク質が生成されると、メラニンが作られず、その人の肌や髪は白くなる（白皮症）。

### 遺伝子の複製
遺伝子は、細胞が2つの新しい細胞に分裂するたびに複製される。DNAを複製する過程は、DNA複製と呼ばれている。母親に由来する複製と父親に由来する複製が交配することで、子供が両親から遺伝子を受け継ぐ際にも同様の過程が起こる。
DNAは、その情報の新しい複製を組み立てるために、各DNA断片が指示することができるため、DNAは非常に簡単にかつ正確に複製することができる。これは、DNAがジッパーの両側のように組み合わさる2本の鎖で構成されているためである。ヌクレオチドは、ジッパーの歯のように真ん中にあり、2本の鎖を対になってつなぎ合わせる。重要なことは、4種類のヌクレオチドはそれぞれ形が異なるため、鎖が正しく閉じるためには、A ヌクレオチドは T ヌクレオチドと対になり、同様に G は C と対になる必要がある。この正確な組合せを塩基対合と呼ぶ。
DNAが複製される際、酵素によって古いDNAの2本の鎖が引き離され、それぞれの鎖が新しいヌクレオチドと結合し、対になって閉じられる。これにより、古いDNAの1本の鎖と新しく作られた1本の鎖を含む、新しいDNAが2つ作られる。DNAの複製中にタンパク質とヌクレオチドが結合するため、この過程は予測されたほど完全ではなく、遺伝子の配列に変化が生じることがある。このようなDNA配列における変化は、変異と呼ばれる。変異は遺伝子の新しいアレルを生み出す。これらの変化により、遺伝子が機能しなくなったり、前述したメラニン遺伝子のように、別の有利な能力を獲得する場合がある。このような変異と、それが生物の形質に及ぼす影響は、進化の要因の一つである。

## 遺伝子と進化

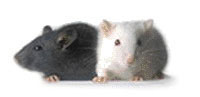
毛色の異なるマウス

生物集団は、ある遺伝形質が時間の経過とともに、より一般的になったり、より一般的でなくなったりすることで進化する。たとえば、ある島に住むマウスはすべて単一の集団であり、毛色が白の個体もあれば、灰色の個体もいる。何世代にもわたって白いマウスが増え、灰色のマウスが減ったとすると、このマウスの集団の毛色は進化したことになる。遺伝学の用語では、これをアレル頻度の増加と呼ぶ。
アレルは、遺伝的浮動と呼ばれる偶然の過程、または自然選択によって、より一般的になったり、一般的でなくなったりする。自然選択では、あるアレルがある生物の生存や繁殖の可能性を高める場合、そのアレルは時間の経過とともに一般的になる。しかし、アレルが有害な場合、自然選択によってそのアレルは一般的でなくなる。先ほどの例で言えば、島が年々寒くなって雪に覆われる期間が長くなれば、白いマウスは捕食動物から発見されにくい一方、灰色のマウスは見つかりやすいため、白い毛のアレルは生存に有利になる。時を経るにつれ、白いマウスはますます増え、灰色のマウスはますます減っていく。
変異は新しいアレルを生み出す。これらのアレルは新しいDNA配列を持ち、新しい特性を持つタンパク質を生成することができる。したがって、ある島に黒いマウスしか生息していない場合、変異によって白い毛のアレルが生まれる可能性がある。変異が無作為に新しいアレルを生み出し、自然選択が有利なものを選び出すという組合せが、適応を引き起こす。適応とは、生物が生存や繁殖に役立つように変化することである。進化発生生物学で研究されているこのような変化の多くは、胚が発生し成体へと成長する過程に影響を与える。

## 遺伝性疾患
遺伝性で家系内で受け継がれる病気もあれば、感染症のように環境によって引き起こされる病気もある。また、遺伝子と環境の組み合わせによって引き起こされる病気もある。遺伝性疾患とは、遺伝子の単一アレルによって引き起こされ、家系内で遺伝する疾患である。これには、ハンチントン病、嚢胞性線維症、デュシェンヌ型筋ジストロフィーなどが含まれる。たとえば、嚢胞性線維症は、CFTRと呼ばれる単一遺伝子の変異によって引き起こされ、潜性形質として遺伝する。
他の病気も遺伝の影響を受けるが、両親から受け継いだ遺伝子は、その病気にかかるリスク（危険）を変えるだけである。これらの病気のほとんどは、複数の遺伝子や、遺伝子と環境の両方が複雑に関与するなど、複雑な形で遺伝する。たとえば、乳がんのリスクは、リスクが最も低い家系よりも、リスクが最も高い家系の方が50倍高い。この変動は、おそらく多数のアレルが関与し、それぞれがリスクをわずかに変えるために起こる。BRCA1やBRCA2などいくつかの遺伝子が同定されているが、すべてではない。しかし、このがんのリスクは遺伝的なものだけでなく、肥満、多量の飲酒、運動不足によっても高まる。したがって、女性の乳がんリスクは、環境と相互作用する多数のアレルに起因するため、予測することは非常に困難である。

## 遺伝子工学
形質は細胞内の遺伝子に由来するため、細胞に新しいDNAを加えることで新しい形質を作り出すことができる。これが遺伝子工学の仕組みである。たとえば、イネにトウモロコシと土壌細菌の遺伝子を組み込むことで、イネは、人の体内でビタミンAの原料となる β-カロテンを産生する。これにより、ビタミンA欠乏症の子供たちを助けることができる。また、一部の作物に組み込まれている別の遺伝子には、殺虫剤となるタンパク質を作る Bacillus thuringiensis という細菌に由来するものがある。このタンパク質は植物を食べる昆虫を殺す効果があるが、人間には無害である。これらの植物では、新しい遺伝子が植物が成長する前に組み込まれるため、その遺伝子は種子を含む植物のあらゆる部分に存在する。この植物の子孫は新しい遺伝子を継承するため、新しい形質が野生植物に広がる可能性があることが懸念されている。
遺伝子工学に使用されている技術は、遺伝子治療と呼ばれる実験的な医療において、遺伝性疾患を持つ人々の治療にも利用・開発されている。ただし、ここでは適切に機能する新しい遺伝子が標的細胞に組み込まれるが、将来、子供たちが疾患原因アレルを遺伝する可能性は残る。